# Валенсия, Алехандра
Алехандра Валенсия Трухильо (исп. Alejandra Valencia Trujillo; род. 17 октября 1994, Эрмосильо) — мексиканская лучница, двукратный призёр Олимпийских игр, многократный призёр чемпионатов мира, 4-кратная чемпионка Панамериканских игр. Участница 4 Олимпийских игр (2012, 2016, 2020, 2024).

## Биография
Алехандра Валенсия родилась 17 октября 1994 года в семье Элизабет Трухильо и Франциско Валенсия. В детстве она занималась велоспортом вместе со старшей сестрой, которая после получения травмы вместе с Алехандрой стала заниматься стрельбой из лука под руководством Мигеля Анхеля Флореса.

## Карьера
Она выиграла две золотые медали на Панамериканских играх 2011 года: в составе мексиканской сборной на женском командном турнире и в индивидуальных соревнованиях. Она выиграла бронзу на молодёжном чемпионате мира по стрельбе из лука среди юниоров 2011 года.
Валенсия соревновалась на двух Олимпийских играх в Лондоне (2012) и в Рио (2016). Во время первых для себя Игр Алехандре было 17 лет. Она завершила индивидуальный турнир на стадии 1/16 финала, а в командных соревнованиях сборная Мексики добралась до четвертьфиналов, где уступила Японии.
На летних Олимпийских играх 2016 года в Рио-де-Жанейро Валенсия прошла в полуфинал, где уступила немецкой лучнице Лизе Унрух. Валенсия также проиграла в матче за бронзовую медаль олимпийской чемпионке 2012 года Ки Бо Бэ, став четвёртой. В командном зачете Мексика вновь была выбыла в четвертьфинале.
Вместе с медалистками Олимпиады-2012 соотечественницами Аидой Роман и Марианой Авитией, Алехандра завоевала серебряную медаль в командных соревнованиях на чемпионате мира 2017 года в Мехико, уступив лишь представительницам Южной Кореи.
На чемпионате мира 2019 года в Хертогенбосе Алехандра Валенсия не завоевала медали, выбыв из соревнований на стадии 1/8 финала во всех дисциплинах, в которых приняла участие (микст, командный и индивидуальный турниры). На Панамериканских играх в Лиме мексиканская лучница завоевала бронзу в миксте, серебро в команде и индивидуальное золото.
Она получила право представлять Мексику на летних Олимпийских играх 2020 года. Из-за пандемии коронавируса соревнования были перенесены на один год вперёд. Валенсия выступила в дебютировавшем на Играх турнире смешанных команд в паре с Луисом Альваресом. В первом раунде Валенсия и Альварес победили немцев Мишель Кроппен и Флориана Каллунда со счётом 6:2, а во втором раунде оказались точнее британцев Патрика Хьюстона и Сары Беттлз, не дав соперникам взять ни одного сета. В полуфинале мексиканцы уступили будущим чемпионам, Ан Сан и Ким Дже Доку из Южной Кореи, со счётом 1:5, но в матче за бронзу одержали победу над Ясемин Анагёз и Мете Газозом из Турции. В женском командном первенстве мексиканки выступили неудачно, в первом же матче проиграв Германии со счётом 2:6. Алехандра Валенсия занимала четвёртое место после рейтингового раунда с 674 очками из 720 возможных, что превышало олимпийский рекорд 1996 года украинки Лины Герасименко. В индивидуальном первенстве в первом матче она встретилась с Кариной Козловской из Белоруссии и победила её с сухим счётом, в следующем раунде она победила другую белорусскую спортсменку Карину Дёминскую со счётом 7:3. В третьем раунде она оказалась точнее француженки Лизы Барбелен. В четвертьфинале против американки Маккензи Браун матч дошёл до счёта 5:5, и в перестрелке точнее оказалась американская спортсменка.
На чемпионате мира 2021 года в Янктоне стала четвёртой в индивидуальном первенстве. В поединке за бронзовую медаль она уступила трёхкратной олимпийской чемпионке и двукратной чемпионке мира Ан Сан из Южной Кореи.

## Вне соревнований
Среди своих увлечений отмечает аниме.